# In Case of Emergency - Amici per la pelle
In Case of Emergency - Amici per la pelle (In Case of Emergency) è una sitcom statunitense prodotta nel 2007 e trasmessa da ABC.

## Trama
Jason, Harry, Sherman e Kelly sono vecchi compagni di liceo che si riuniscono per una serie di emergenze, scoprendo che le loro vite non sono proprio come le avevano pianificate dopo il diploma. Jason ha tentato il suicidio dopo che la società di suo zio per la quale lavorava è andata in fallimento; Harry è divorziato e con un figlio piccolo, passa il suo tempo a rubare in casa dell'ex-moglie Maureen; Sherman è dimagrito grazie ad una dieta da lui stesso inventata e pubblicata in un libro diventato famoso, ma, dopo che la moglie lo lascia portandosi via tutto ciò che aveva, ha un esaurimento nervoso e finisce in prigione dopo aver "attaccato" un camion di dolci; Kelly è diventata una massaggiatrice molto particolare, da cui Harry si ritrova per caso nel primo episodio.
Durante la serie, si scoprirà che Harry e Kelly sono più che amici, Sherman diventerà molto famoso in Giappone dopo aver tentato in tutti i modi di tornare sulla cresta dell'onda e Jason, dopo svariati corteggiamenti, riuscirà a far innamorare di sé una dottoressa di nome Joanna.

## Episodi
| Stagione       | Episodi | Prima TV originale | Prima TV Italia |
| -------------- | ------- | ------------------ | --------------- |
| Prima stagione | 13      | 2007               | 2007            |